# Mount Ripinski
Mount Ripinski (ook Mount Ripinsky) is een berg in Haines Borough in de Alaska Panhandle in het zuidoosten van Alaska in de Verenigde Staten. 

## Geografie
De berg heeft een hoogte van 1120 meter en een prominentie van 225 meter. De berg is het zuidelijke eindpunt van de Takshanuk Mountains en ligt in het noorden van het Chilkat Peninsula. Direct ten zuiden van de berg ligt de plaats Haines. Ten noordoosten van de berg ligt de Chilkoot Inlet en ten zuidwesten de Chilkat Inlet.
Mount Ripinski is een populaire dagwandeling voor lokale bewoners van Haines en heeft twee verschillende paden die samenkomen aan de zuidkant van de top. Ze staan bekend als de Young Road Trail en de Piedad Cut-Off, en variëren enorm in moeilijkheidsgraad en snelheid van hoogtewinst.

## Geschiedenis
De berg is vernoemd naar "Sol Ripinsky" van de Haines Mission die werd opgericht door Sheldon Jackson.